# Inspecteur de santé publique vétérinaire
Le corps des inspecteurs de santé publique vétérinaire (ISPV) est, en France, un corps technique d'encadrement supérieur de la haute fonction publique d’État à vocation interministérielle régi par le décret no 2017-607 du 21 avril 2017.
Il compte environ 900 membres et est l'un des principaux corps d'encadrement supérieur technique du ministère de l'Agriculture, avec le corps des ingénieurs des ponts, des eaux et des forêts.
Ce corps de hauts fonctionnaires est géré par le ministère chargé de l'Agriculture.

## Histoire
L’origine historique est le décret-loi de 1791 et la loi municipale de 1884 qui ont incité les municipalités à se doter de « vétérinaires sanitaires » municipaux. Plus tard, le décret impérial du 15 janvier 1813 prévoit qu’un vétérinaire sanitaire référent soit nommé dans chaque département pour remplir la fonction de conseiller du préfet. En 1962 les vétérinaires étatiques et municipaux sont réunis au sein d'un même corps. Enfin, le corps des inspecteurs de la santé publique vétérinaire est créé en 2002 par le décret n°2002-262 du 22 février 2002.
Le décret statutaire de 2002 institue notamment le caractère interministériel du corps. Il ouvre également le recrutement à des non vétérinaires. De fait, tous les inspecteurs de santé publique vétérinaire ne sont pas détenteurs d’un doctorat en médecine vétérinaire.
Le décret statutaire de 2017 modifie l'appellation du corps, désormais « inspecteur de santé publique vétérinaire » en lieu et place de « inspecteur de la santé publique vétérinaire » et vise à simplifier les recrutements.
Historiquement lié aux services vétérinaires, les membres du corps des inspecteurs de santé publique vétérinaire continuent d’y occuper une place prépondérante. En effet, les inspecteurs de santé publique vétérinaire assurent la plus grande partie de l’encadrement des services vétérinaires français, qui sont constitués de vétérinaires, d’ingénieurs, de techniciens supérieurs, de préposés et de personnels administratifs.

## Missions
Les inspecteurs de santé publique vétérinaire sont des acteurs majeurs des politiques agricole, alimentaire et sanitaire. Ils ont vocation à exercer des fonctions de direction, d'encadrement, de contrôle, d'inspection, d'expertise, d'évaluation, d'étude, d'enseignement et de recherche, y compris dans les négociations internationales au titre de l’administration française ou d’organismes internationaux.
Ces missions sont réalisées sous l’autorité des ministres compétents et concernent de nombreux sujets (santé animale et protection des animaux, sécurité sanitaire des aliments, qualité et santé des végétaux, santé publique, alimentation et agriculture, gestion et protection de l’environnement, préservation de la biodiversité, développement durable des territoires, et dans tous ces domaines : à la prévention des risques, à la gestion des crises, à l'enseignement, à la formation et à la recherche). Les inspecteurs de santé publique vétérinaire participent à travers la conception, l’élaboration, la mise en œuvre et l’évaluation des politiques publiques sur ces sujets.
Ils assurent toute mission qui leur serait confiée de nature technique, scientifique, administrative, économique ou sociale.
Les inspecteurs de santé publique vétérinaire sont reconnus comme intervenants majeurs d’une politique assurant la santé publique vétérinaire en France et plus largement en Europe et à l’international. La santé publique vétérinaire est l’ensemble des actions collectives, principalement régaliennes, en rapport avec les animaux sauvages ou domestiques, leurs services, et leurs productions entrant notamment dans la chaîne alimentaire, qui visent à préserver les santés humaine et animale - y compris l’état de bien-être - et la santé des écosystèmes. Elle contribue ainsi au développement durable et à la mise en œuvre du concept « Une seule santé ».

### Scientifiques et techniques
- Concevoir, élaborer, organiser, exécuter ou faire exécuter la mise en œuvre des normes dans le cadre des procédures réglementaires associées aux domaines d’action cités plus haut (santé et protection animale, lutte contre les zoonoses, pharmacie vétérinaire, tutelle de la profession vétérinaire, santé publique, alimentation et agriculture, protection des végétaux, protection de l'environnement, etc.) ;
- Fournir une expertise dans ces différents domaines par la mobilisation des connaissances nécessaires.

### Management
- Déterminer la stratégie de l'établissement tant au niveau national, européen ou international selon l'établissement
- Déterminer et administrer les ressources du service, de l’entité ou de l’institution dans toutes ses composantes (scientifiques, juridiques, financières, sociologiques et culturelles) ;
- Utiliser les compétences de l’équipe et les développer en fonction des évolutions des missions ;
- Suivre les activités par la mise en place d’indicateurs rapportant leur efficacité, concernant particulièrement la qualité de l’exécution des missions.

### Communication
- Représenter le service, l’entité ou l’institution auprès des interlocuteurs publics et privés ;
- Expliquer les buts et raisons des actions mises en place auprès des correspondants en France (professionnels de l'agriculture et de l'élevage, industriels de l’agro-alimentaire, scientifiques, élus, associations (de consommateurs, de protection animale, de protection de l’environnement, etc.), ainsi qu'à l'international (UE et pays tiers) ;
- Communiquer en situation de crise et en situation normale avec les médias.

## Voies de recrutement et école de formation

### Recrutement
Le recrutement des ISPV s’effectue par concours interne, concours externe, concours ouvert aux étudiants des écoles nationales vétérinaires et d’autres grandes écoles d’enseignement supérieur (agronomiques, Écoles normales supérieures, École polytechnique), examen professionnel et concours sur titres et travaux (doctorats d'université).
Deux concours existent pour le recrutement des inspecteurs-élèves de santé publique vétérinaire, l'un pour les élèves de formation vétérinaire et l'autre pour les élèves de formation d'ingénieurs, normaliens ou polytechniciens. Quatre concours existent également pour le recrutement des inspecteurs-stagiaires : un concours interne, un examen professionnel, un concours sur titres et travaux et un concours externe.
Les concours d’inspecteur-élève sont accessibles aux élèves effectuant la quatrième année de deuxième cycle du cursus vétérinaire dans une des écoles nationales vétérinaires et d’autre part aux élèves effectuant la troisième ou la quatrième année de cursus d’une section scientifique d'une École normale supérieure et aux élèves en dernière année de scolarité d’une des grandes écoles scientifiques suivantes : École polytechnique ; Institut des sciences et industries du vivant et de l'environnement (AgroParisTech), Institut national d'études supérieures agronomiques de Montpellier de l'Institut national d'enseignement supérieur pour l'agriculture, l'alimentation et l'environnement (Institut Agro - Montpellier), Institut national supérieur des sciences agronomiques, agroalimentaires, horticoles et du paysage de l'Institut national d'enseignement supérieur pour l'agriculture, l'alimentation et l'environnement (Institut Agro Rennes- Angers), École nationale supérieure agronomique de Toulouse, École nationale supérieure d'agronomie et des industries alimentaires de Nancy.
Le concours externe est accessible aux personnes possédant un diplôme, titre ou certificat qui permet d’exercer les activités de vétérinaires en France.
Le concours interne est accessible aux fonctionnaires et aux agents publics de l’État (sous contrat), des collectivités territoriales et des établissements publics qui en dépendent, aux candidats en fonction dans une organisation internationale intergouvernementale et aux militaires possédant un diplôme, titre ou certificat qui permet d’exercer les activités de vétérinaires en France. Quatre ans de service doivent être, au moins, justifiés avant de pouvoir postuler au concours interne.
L’examen professionnel est accessible aux fonctionnaires ayant accompli au moins sept ans de services dans les corps suivants : ingénieurs de l'agriculture et de l'environnement, ingénieurs de recherche du ministère chargé de l'agriculture et Ingénieurs de recherche des établissements publics placés sous tutelle ou cotutelle du ministre chargé de l'agriculture.
Le concours sur titres et travaux est accessible aux personnes titulaires d'un diplôme de doctorat d'université dans un domaine de compétence du corps des inspecteurs de santé publique vétérinaire.

### École de formation
L’École nationale des services vétérinaires (ENSV) est l’école d’application du ministère chargé de l’agriculture depuis 1973 pour la formation du corps des ISPV. Située à Marcy l’Étoile, à proximité de Lyon, il s'agit d'une école interne de VetAgro Sup.

L'ENSV est membre du réseau des écoles de service public (RESP) et de l’Institut national du service public (INSP) depuis 2021.

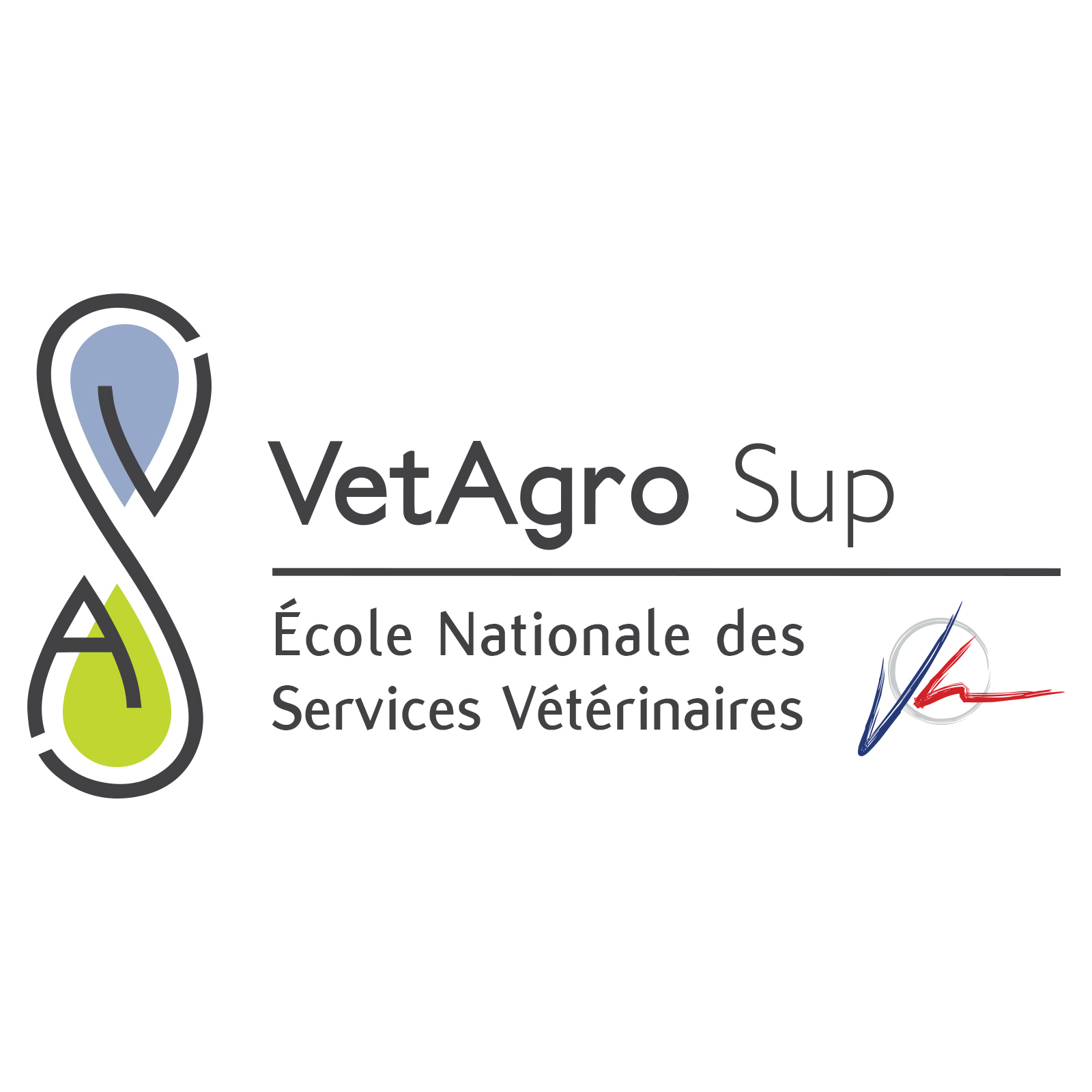
logo Vetagro Sup ENSV

Depuis mai 2004, l’ENSV est reconnue comme centre collaborateur de l’Organisation mondiale de la santé animale au sujet de la formation des vétérinaires officiels. Elle assure des missions de formation professionnelle (initiale et continue) et de recherche concernant l’action collective en santé publique vétérinaire et en alimentation allant de la conception à l’évaluation des politiques publiques et action privée en passant par leur élaboration et leur mise en œuvre, pour l’ensemble des acteurs concernés (publics et privés).

### Formation
La formation s’étend sur deux années universitaires pour les personnes issues des concours élèves (avec des modules supplémentaires concernant la formation des cadres du service public) et sur une année universitaire pour les personnes issus des autres concours.
Les enseignements suivis à l’École nationale des services vétérinaires par les inspecteurs de santé publique vétérinaire permettent de préparer deux diplômes :
- Un certificat d’études approfondies en santé publique vétérinaire (CEAV-SPV), diplôme vétérinaire de 3e cycle délivré par l’ENSV pour le compte des quatre écoles nationales vétérinaires ;
- Un master 2 en sciences politiques - secteur affaires publiques - politique de l’alimentation et gestion des risques sanitaires (Pagers). Ce diplôme en science politique est réalisé grâce à un partenariat entre l’IEP de Lyon (Institut d’études politiques) et l'ENSV[10],[11].

Les domaines enseignés concernent la santé publique vétérinaire (sécurité sanitaire des aliments, santé et protection animales, santé environnementale), la sociologie, l'analyse des politiques publiques, l'économie, le droit, le management,.
Les ISPV acquièrent une culture commune aux élèves des écoles du service public par l’enseignement d’un tronc commun de formation initiale piloté par l’Institut national du service public (INSP). L’acquisition de ces compétences les préparent à l’exercice de fonctions d’encadrement supérieur dans un environnement professionnel diversifié.
Le tronc commun est articulé autour de 6 modules thématiques et des journées d’échanges entre élèves autour des défis du XXIème siècle :
- valeurs de la République ;
- transition écologique ;
- transition numérique ;
- inégalités et pauvreté ;
- rapports à la science ;
- sécurité, défense et renseignement[14].

## Chef du corps et commission d'orientation et de suivi
Le corps des ISPV est représenté par un chef de corps. Il participe à l’ensemble des réflexions et donne son avis au ministre chargé de l’agriculture concernant les orientations stratégiques du corps.
Le chef de corps préside la commission d'orientation et de suivi (COS) du corps des inspecteurs de santé publique vétérinaire. Un des rôles de la commission d'orientation et de suivi est de délibérer sur le rapport annuel relatif à la situation du corps. Par ailleurs, elle peut proposer des avis sur les demandes concernant le corps, plus particulièrement les évolutions statutaires, les emplois, les métiers et les missions et les politiques de recrutement, d’affection, de parcours professionnels et de formation.
Le chef de corps préside les concours et examens de recrutements des inspecteurs de santé publique vétérinaire. Il préside également le conseil d’orientation de l'école d'application des inspecteurs de santé publique vétérinaire.

### Liste des chefs du corps des ISPV
- Régis Leseur : décembre 1999-avril 2006 (vétérinaires inspecteurs jusqu'en février 2002) ;
- Jacques Brulhet : avril 2006-mai 2009[16] ;
- Patrick Le Bail : mai 2009-novembre 2010[17] ;
- Loïc Gouëllo : novembre 2010- janvier 2017[18] ;
- Jean-Luc Angot : janvier 2017-juillet 2025[19];
- Valérie Baduel-Thiébaut: depuis juillet 2025[20]